# Adelheid von Stein zu Nord- und Ostheim
Adelheid Freiin von Stein zu Nord- und Ostheim (* 1870; † 1960) war Pröpstin des v. Cronstetten und v. Hynspergischen Stiftes in Frankfurt am Main.

## Leben und familiäres Umfeld
Adelheid Fanny Freiin von Stein zu Nord- und Ostheim entstammte einer fränkischen reichsritterschaftlichen Familie, die 1830 in die Adelige Ganerbschaft des Hauses Alten Limpurg, einer seit dem Mittelalter bestehenden Frankfurter Patriziergesellschaft, aufgenommen worden war. Sie wurde am 21. November in Völckershausen, dem Stammsitz ihrer Familie, als Tochter des sachsen-coburgischen und gothaischen Geheimen Regierungsrates Karl Ludwig Freiherr von Stein zu Nord- und Ostheim (1828–1915) und der Marie Freiin von Dietrich (1847–1933) geboren. Sie blieb unverheiratet und starb am 3. März 1960 in Frankfurt am Main.

## Adelheid von Stein als Stiftsdame
Im Jahre 1903 trat Adelheid von Stein in das Cronstetter Stift als Stiftdame ein. Stiftsdamen können nur unverheiratete Töchter oder Witwen von Mitgliedern der Frankfurter Patrizierfamilien aus der Adeligen Ganerbschaft des Hauses Alten Limpurg werden. Die Cronstetten-Stiftung war testamentarisch von der Patrizierin Justina von Cronstetten, der Letzten ihres Geschlechts, errichtet und 1767 kaiserlich privilegiert worden. Justina hatte nicht nur das gesamte Vermögen ihrer sehr reichen Familie eingebracht, sondern auch den Stiftungszweck bestimmt. Danach diente die Stiftung zwei Zwecken: Der Versorgung der Witwen und der unverheirateten Töchter der Mitgliederfamilien sowie allgemein der Unterstützung bedürftiger Alter und Kranker in Frankfurt und der Förderung von Schülern und Studenten aus Frankfurt.
Adelheid von Stein engagierte sich seit ihrem Eintritt für den Stiftungszweck und wurde auch deshalb schon 1915 zur Pröpstin des Stiftes bestimmt. Während andere adelige Patrizier-Stiftungen in der Inflation ihr Vermögen verloren, brachte sie die Cronstetten-Stiftung durch die Fährnisse der Geldentwertung nicht nur unbeschadet durch, sondern übernahm zusätzlich gescheiterte Stiftungen und gliederte sie in die Cronstetter ein.
Der Zweite Weltkrieg und die Nachkriegszeit brachten durch die Zerstörung des Stiftungsgebäudes starke Verluste. Trotz dieser Zerstörungen gelang es aber, an anderer Stelle neue Gebäude, darunter ein modernes Altersheim, zu errichten, die Stiftung fortzuführen und die satzungsgemäßen Aufgaben zu erfüllen. Adelheid von Stein starb im Alter von fast 90 Jahren.